# ファミリートリオ
ファミリートリオは、昭和期に活躍した松竹芸能所属の音曲漫才（音楽ショウ）。
当初は「勝浦きよし・小夜子」で夫婦漫才としてスタート、その後実の娘を迎えて3人で「ファミリートリオ」として本格スタートをした。
晩年「勝浦きよし・さよこ」として浪花座に出演した。きよしは晩年体調も思わしくなく椅子に腰掛けて舞台を務めた。またSTUDIO210の通天閣歌謡劇場に出場するときは漫才はせず娘の千恵美を中心とした「千恵美ショウ」と称して歌謡ショウを行っていた。
3人では長唄、三味線、ギター、舞踊を巧みに用いた歌謡音曲漫才をやった。2005年のきよしの死去に伴い消滅。その後娘が本名の大海千恵美で関西演芸協会に所属、ひとりで歌謡ショウで通天閣歌謡劇場に出演していた。

## メンバー
- 勝浦きよし（かつうらきよし、1931年3月27日 - 2005年）- 本名：大海清五郎。

山口県出身。長唄を3代目今藤長十郎に師事し今藤長雀を名乗る。日本舞踊を花柳流の花柳松近に師事し花柳澄五郎を名乗る。
- 勝浦さよこ（かつうらさよこ、1928年7月29日 - 現在存命[1]）- 本名：大海スガ子。

熊本市または佐賀県の出身。尾上梅次郎に師事する。1947年に勝浦小夜子の名で熊本歌舞伎座で初舞台。1978年に勝浦さよこと改名。

## 元メンバー
- 勝浦ちえみ（かつうらちえみ、1956年 - ）- 本名：大海千恵美。

大阪市立白鷺中学校卒業後、芸事諸芸を両親に学ぶ。1972年に高松[ナショナルハイランド]で初舞台。長谷川琢馬に師事し歌謡曲を学ぶ。当初は勝浦千恵美を名乗った。

## 註
1. ↑  TENGEKI presents シンプレの底底ラジオでのシンデレラエキスプレスの発言